# Yaoi

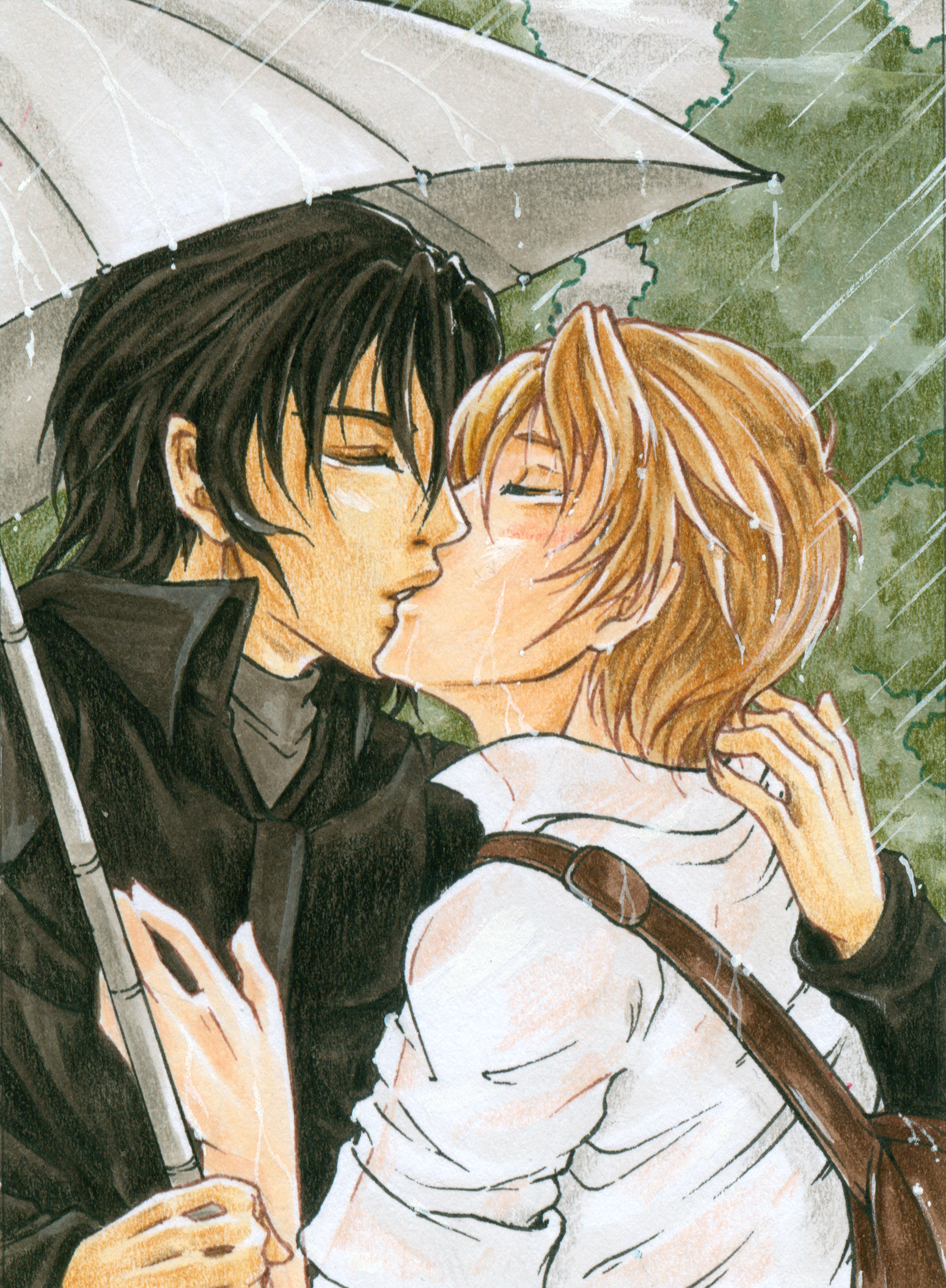
Artă yaoi

Yaoi (やおい) este un termen popular pentru mass-media ficționale pentru femei, ce se concentrează pe relațiile homoerotice sau homoromantice între bărbați, si batrani (acestia fiind ghei), fiind create de obicei de femei (pentru atunci cand sunt singure). Inițial fiind un tip specific al dōjinshi (lucrări publicate de amatori), parodii ale lucrărilor anime și manga, yaoi a devenit un termen generic pentru proiectele manga, anime, romane și dōjinshi ce conțin relații homosexuale între bărbați.

## Terminologie
Yaoi este un acronim pentru "Yama nashi, ochi nashi, imi nashi": "fără orgasm, fără rost, fără înțeles". Este literatura homoerotică amatoare, bazată pe caractere masculine tinere în seriile manga și anime din Japonia.
În mare parte a Japoniei termenul a fost înlocuit de cel de "Boy's love" care include atât parodiile, lucrările originale, comerciale cât și lucrările doujinshi. Chiar dacă genul este numit "Boy's love" (de obicei abreviat BL) "eroii" ficțiunilor sunt adolescenți sau mai în vârstă, ficțiunile care în care băieții sunt pre-adolescenți sunt etichetate cu termenul de "shotacon" și este văzut ca un gen total diferit. Yaoi (așa cum continuă a fi cunoscut de fanii care vb în general engleza) s-a răspândit și în afara Japoniei, ficțiunile fiind acum disponibile în difeite țări și traduse în diferite limbi.
Yaoi a apărut pentru prima dată pe piețele de doujinshi din Japonia între anii 1970-1980 ca răspuns al creșterii pe piață a manga-urilor shonen-ai (tradus: dragoste între băieți), dar între timp ce manga-urile shonen-ai erau lucrări originale, yaoi erau parodii al unor manga sau anime-uri "hetero" populare cum ar fi "Captain Tsubasa" sau "Saint Seiya". Creatorii de BL și fanii sunt destul de atenți să facă distincție între acest gen și "gay manga" care este creat de și pentru bărbații homosexuali.
Chiar dacă "shonen-ai" literar se traduce "Boy's love" (dragoste între băieți) termenii nu sunt sinonimi. În Japonia "shonen-ai" este folosit ca termen pentru ficțiunile care descriu povești despre băieți pre-adolescenți și /sau adolescenți al căror relație evoluează de la platonic la romantic, în timp ce " Boy's love" este folosit ca nume de gen pentru ficțiunile care descriu sau conțin contexte sexuale și fac referire la vârsta protagoniștilor (excepție făcând "shotacon-urile").
Personajele principale de obicei sunt :seme(agresorul/atacator) și uke (ținta/primitor), termenii fiind originali din arte marțiale, nu au conotații degradante. "SEME" derivat din verbul japonez 'semeru' (a ataca), iar "UKE" din verbul 'ukeru' (a primi).
"Seme"-ul este de obicei descris ca un stereotip al bărbatului puternic, fizic și aspect plăcut/frumos aproape 'macho' în timp ce "uke"-ul este descris ca o fire sensibilă cu trăsături aproape femeiești, acesta este de obicei mai puțin sau deloc experimentat în dragoste și în relații sexuale, pentru el fiind prima relație homosexuală. De obicei Seme-ul ajunge până în punctul de a-l viola pe uke ca "declarație sau dovadă de dragoste/sau ai demonsra ca îl vrea" însă la sfârșit se dovedește ca seme-ul este profund îndrăgostit de uke,finalurile poveștilor având în cele mai multe cazuri un happy end.
Un stereotip des întâlnit în manga-urile și anime-urile yaoi este faptul că personajele nu se identifică a fiind gay, ci pur și simplu sunt îndrăgostiți de o anumită persoană, însă mai nou în anumite manga-uri personajele menționează că sunt gay.